# Hun művészet

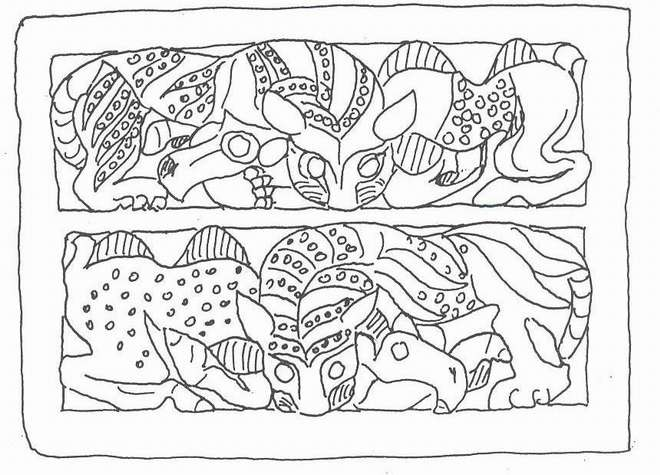
Állatküzdelmi jelenet egy hsziungnu leleten (Xigoupan, Észak-Kína)

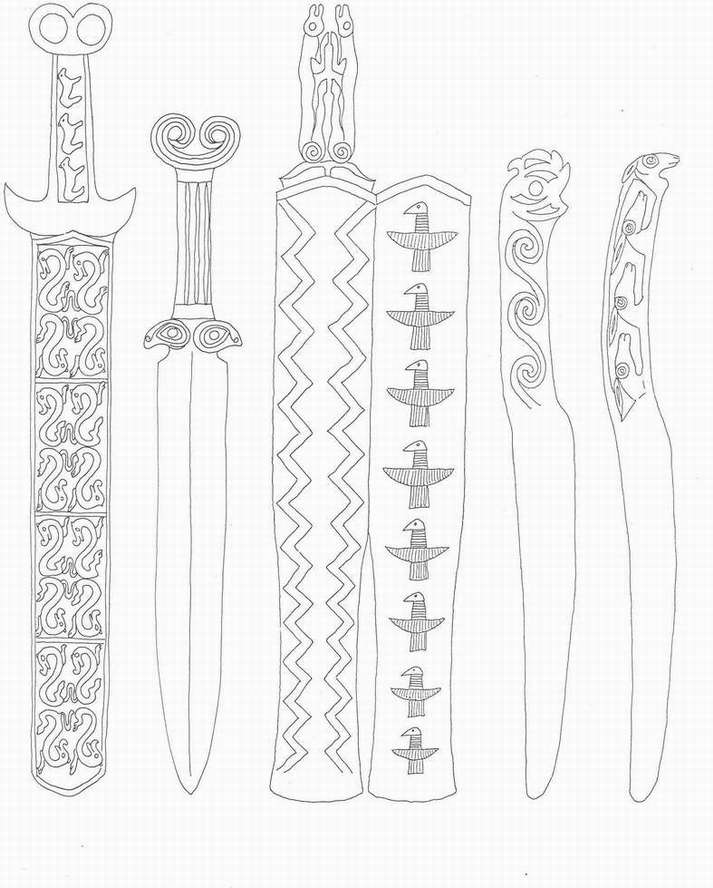
Hsziungnu tőrök Észak-Kínánól a tokiói Nemzeti Történeti Múzeumban

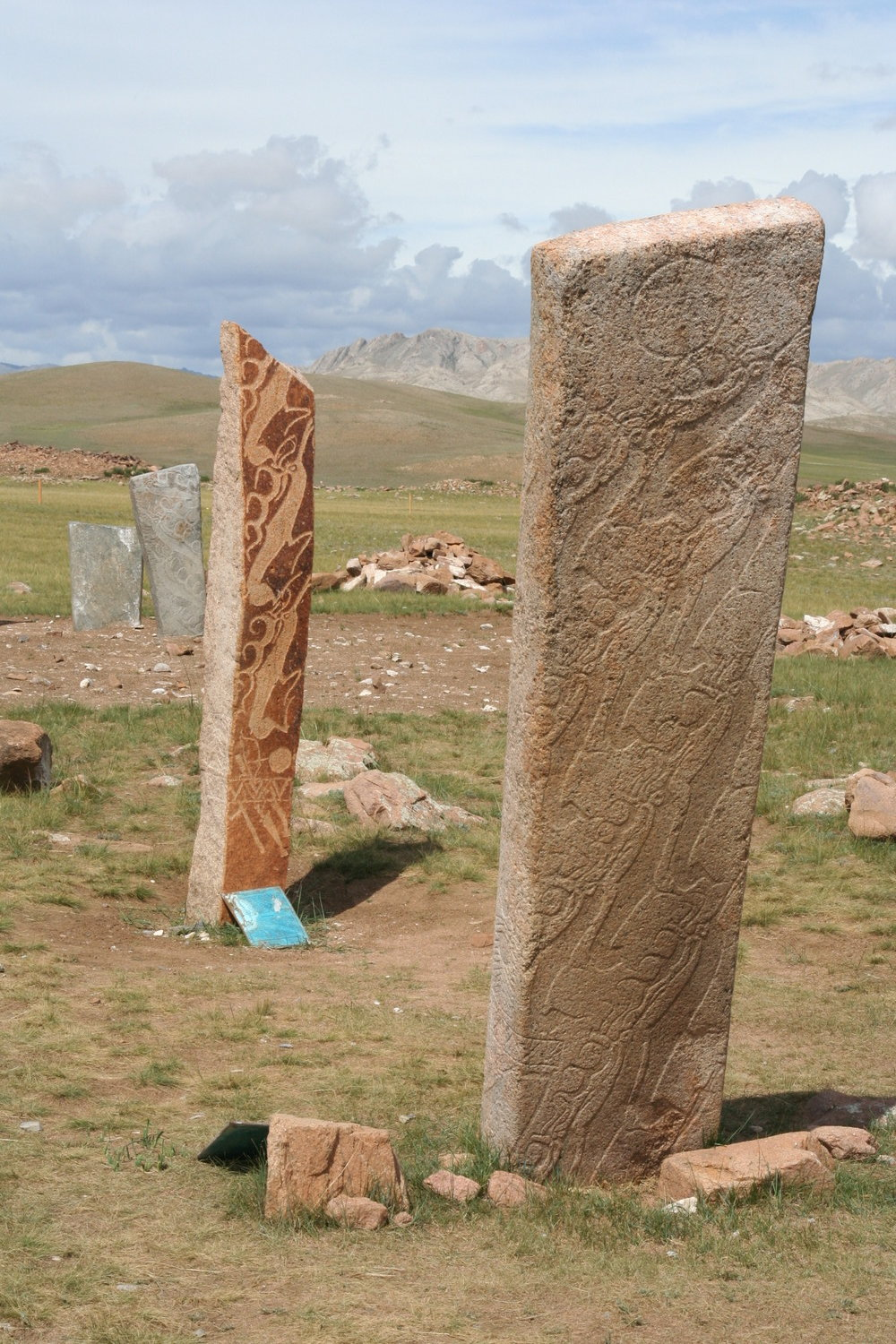
Szarvasos kő Észak-Mongóliában

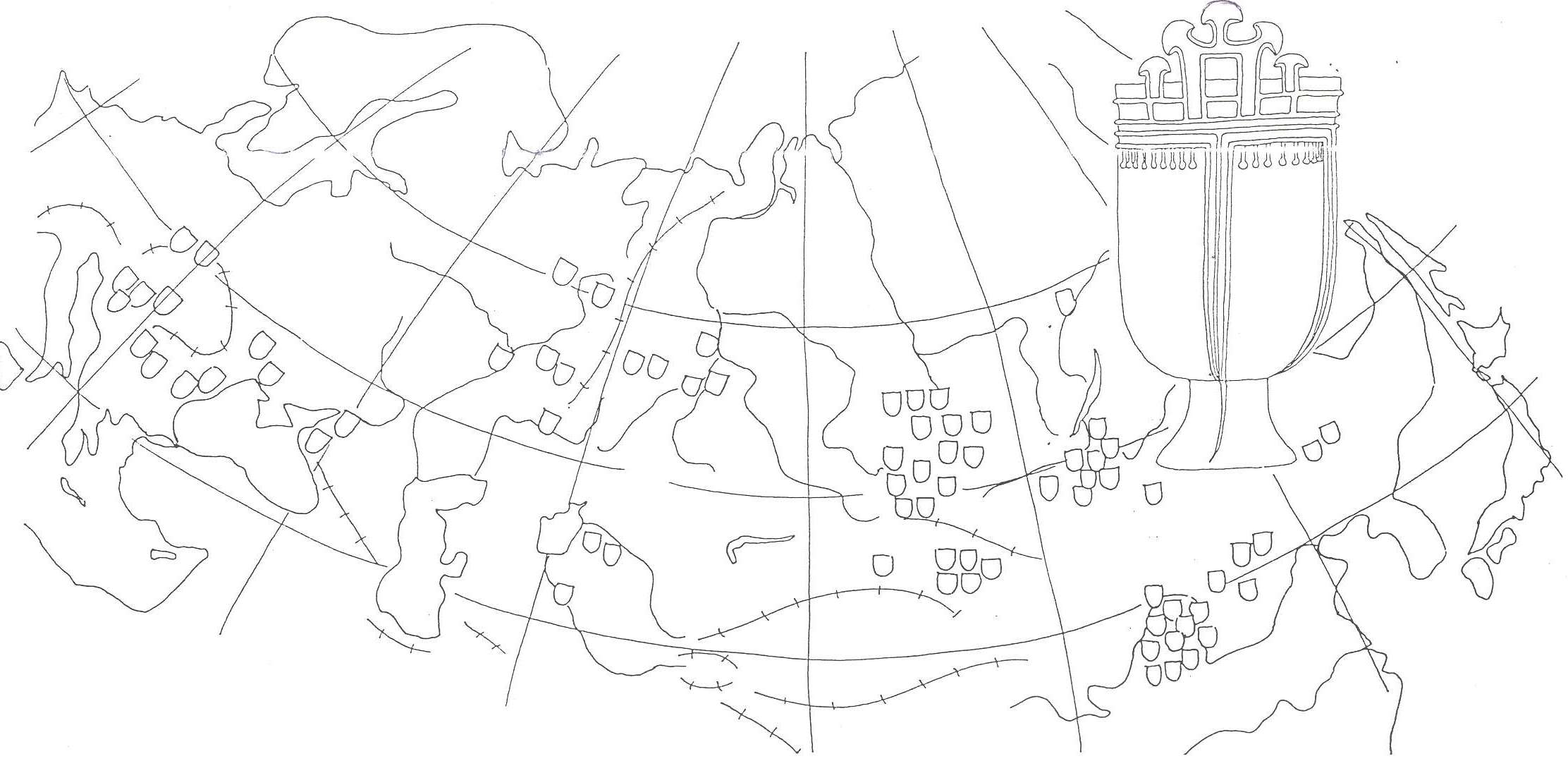
A hsziungnu bronzüstök elterjedési területe Eurázsiában. Érdy Miklós gyűjtése nyomán

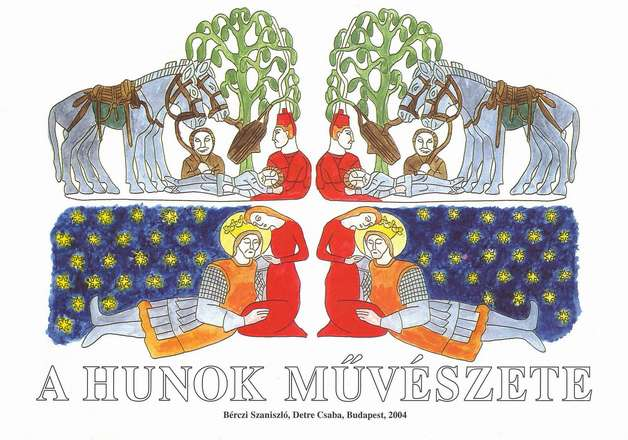
A hunok művészetét bemutató füzet borítóképe

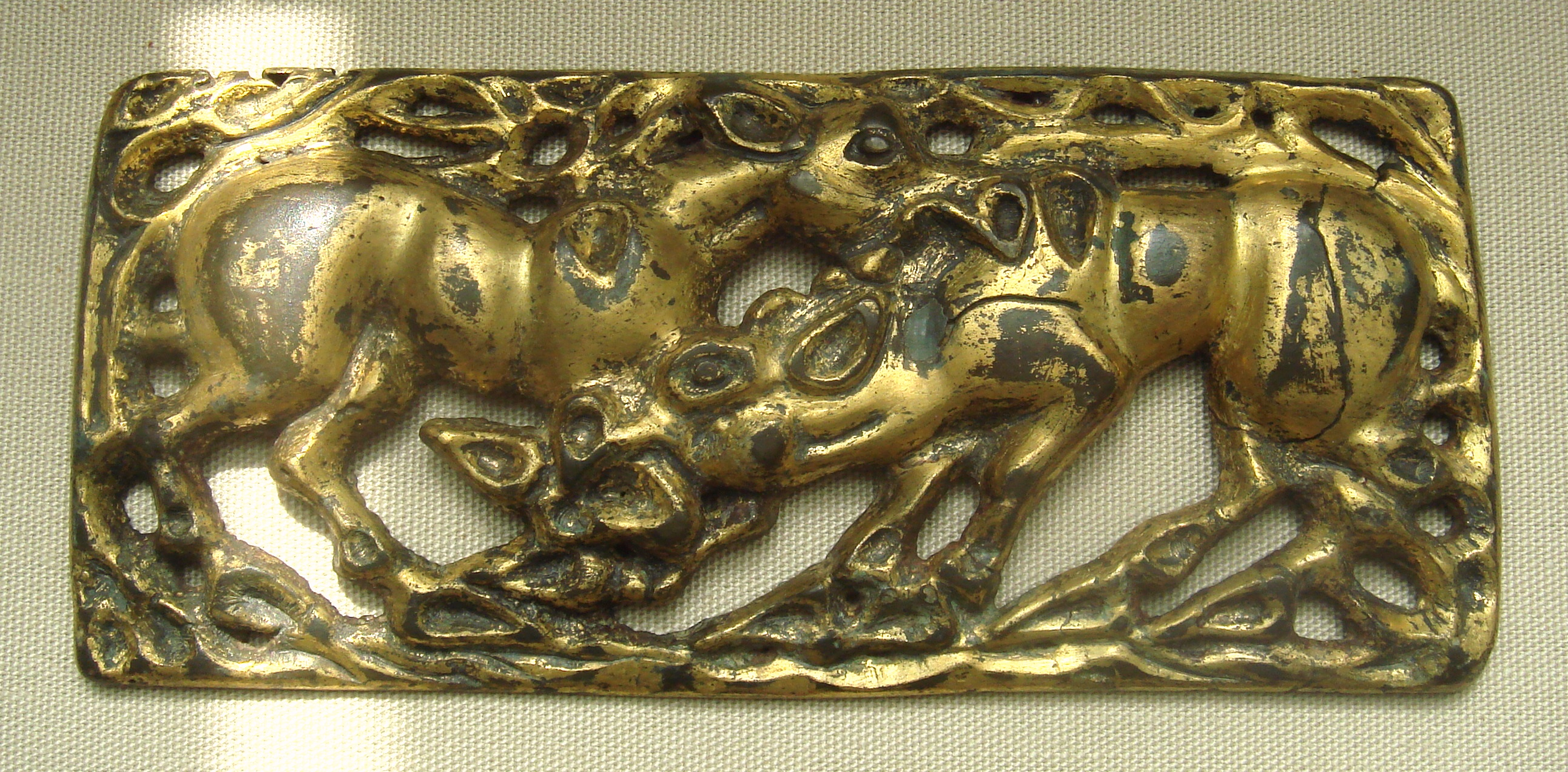
Ordoszi bronz övcsat lovak küzdelmével

A hunok (európai hunok) Eurázsia egyik igen régi népe. Elődeiknek feltehetően a Belső-Ázsia, illetve a mai Észak-Kína területén élt hsziungnuk (ázsiai hunok) tekinthetők. E két nép művészete az egész sztyeppevidék művészetére nagy hatást gyakorolt. Sőt, e hatás mindmáig kimutatható egyes népeknél, így például a sztyeppei állatstílust még mindig a népművészet egyik virágzó ágának tekinthetjük Szibériában.

## Előzmények a sztyeppén
Az andronovói kultúra átfogta a sztyeppeövet a Volga vidékétől Kínáig. Állatalakokkal díszített eszközeik a szejma-turbinói kultúrától kezdve nyugaton, a Minuszinszki-medencében található bronzkori műveltségek köréig terjedt. A vaskorban ezt a sztyeppesávot fogta át a szkíta-szibériai állatművészet és az utóbbi nagy orosz-kínai-mongol régészeti felfedezések során feltárt hsziungnu művészet. Ennek egyik törzsterülete az Ordosz-vidéke, ahol a hsziungnu művészet alkotásai jól ismertek. Mind az ordoszi, mind a transzbajkáliai hsziungnu leleteken az állatművészet alakjai élnek a tárgyakon, fegyvereken, késeken, övdíszeken.
E művészeti kör legrégebbi ismert elemei a híres szibériai aranyak körében váltak ismertté. Ezek között a leghíresebb az a tükörszimmetrikusan megismételt övcsat, melyen a magyar Szent László legenda egyik jelenetének megfelelője látható.

## Ismertebb leletek
A hsziungnu és hun művészet talán legismertebb tárgyai a két vagy négy darabban öntött, majd összeforrasztott bronzüstök, melyek Belső-Ázsia és Franciaország közötti elterjedése tükrözi a hunok mozgási terét. Magyarországon Törtelről, Hőgyészről és Rádpusztáról ismerünk ép példányokat. Érdy Miklós könyvében összegyűjtötte az Eurázsiában föllelhető csaknem 300 példányt (Érdy, 2001).
Az elmúlt években gazdag kincset tárt föl a kínai és mongol régészet is. Legismertebb az ordoszi leletek közül az Aluchaidengben lelt madaras korona, a xigoupani övlemez és a nalingaotui csőrős és szarvasagancsos aranyló.
Ugyancsak széles körben ismert híres alkotások a tükörszimmetrikusan megismételt övcsatok, melyeken a sztyeppei állatvilág szereplőivel, állatküzdelmi és vadászjelenetekkel találkozunk. Ezeket részben ordoszi bronzoknak is nevezik.
A hun művészet körébe sorolnak egyes közép-ázsiai leleteket is. Ilyen például az Orlatban, Üzbegisztánban talált kettős lemez, amelyen csatajelenetet ábrázolt a művész. A 20. század 80-as éveiben Galina Pugachenkova végzett ásatásokat Üzbegisztánban, Orlatban, mintegy 50 kilométerre Északnyugatra Szamarkandtól. Az ásatás során az egyik kurgánban találták az említett kettős szíjvégre emlékeztető lemezpárt Orlati lemez. A lelet keletkezését a középkor korai éveire, a 3. – 5. századra datálták. A csatajelenetet többen elemezték és kapcsolatba hozták a Takht-i Sangin-ban talált csontfaragású vadászjelenettel is (Litvinsky, Brentjes). Marshak szerint közép-ázsiai hun hagyományt jelenít meg az ábrázolás. A csatajelenet ábrázolását Markus Mode elemezte és rekonstruálta a részleteket is.

## A hunok régészeti hagyatéka Magyarországon

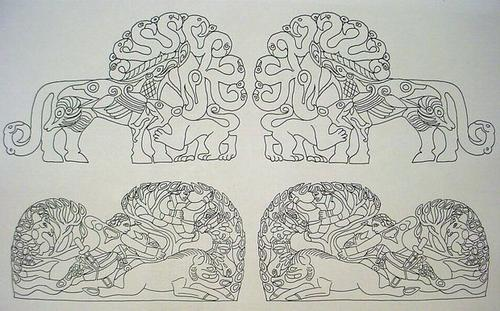
Hun szíjcsatpárok az Ermitázsból.

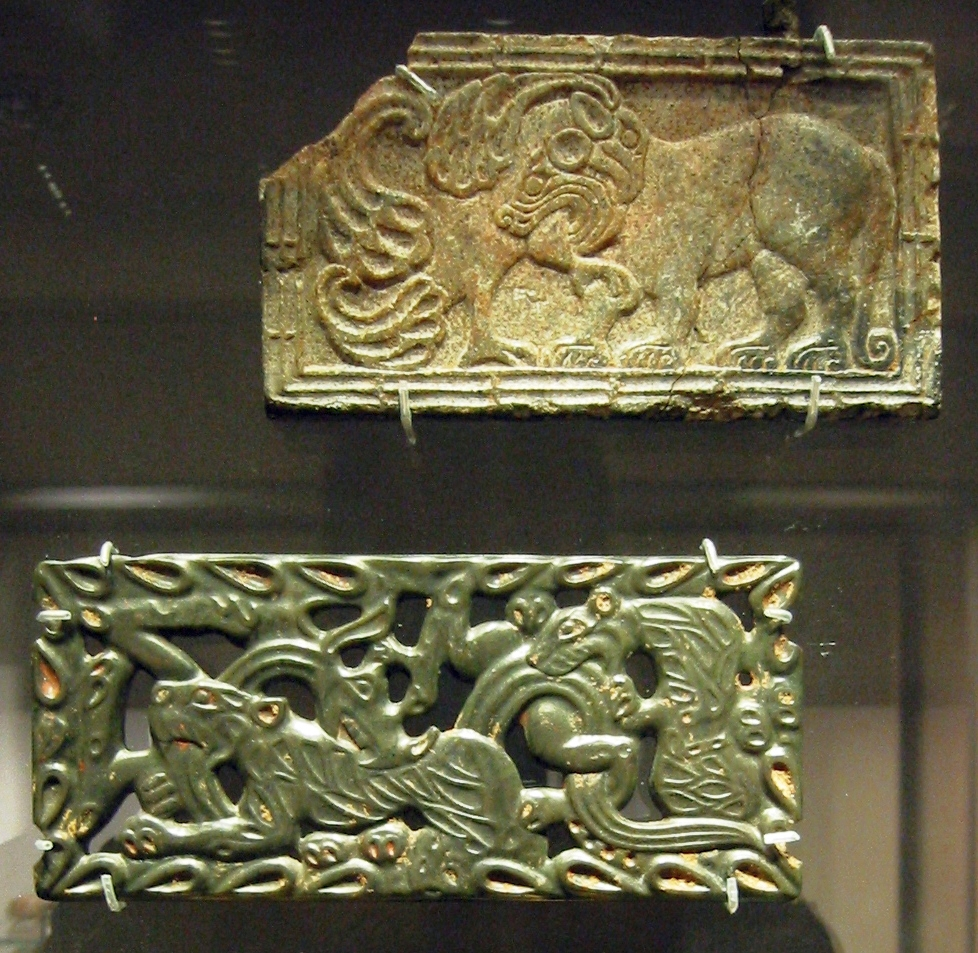
Hun szíjvég, amit a kínaivá váló hunok jádéból faragtattak ki.

A hun előkelők temetkezéseire jellemző volt a sírtól külön elrejtett halotti áldozat; ilyen a Pécs-Üszögpusztán előkerült leletegyüttes (kard aranylemezes tokborítása és rekeszdíszes függőgombja, reflexíj aranyborítása, aranyozott pálcarudas vaszabla, nyeregkápa aranyborítása, arany kantárdíszek), a szeged-nagyszéksósi fejedelmi kincs (arany nyakperec, aranycsatok, nyereg- és kardhüvelydíszek, lószerszámveretek, rekeszdíszes arany szíjvégek, faedények aranypántjai és egy perzsa borostyánkehely). Ugyancsak egy hun előkelő sírjához kapcsolódó áldozati együttes került elő Bátaszéken. Csornán találták meg az eddig egyetlen hiteles hun aranydiadémot egy női csontváz koponyáján. E rekeszdíszes aranydiadémok a sztyeppei viselet jellegzetes tartozékai voltak. A hun kor másik jellegzetes viseleti tárgya a nagy szárnyú rovart utánzó úgynevezett cikáda fibula.
A hun korszak talán legismertebb tárgyai a két vagy négy darabban öntött, majd összeforrasztott bronzüstök, melyek Belső-Ázsia és Franciaország közötti elterjedése tükrözi a hunok uralmát. Magyarországon Törtelről és Hőgyészről ismerünk ép példányokat.

## Külső hivatkozások
- Kiszely István: A magyar őstörténet kulcsa: A belső-ázsiai hunok
- Magyarságtudományi Intézet Hunok /Magyarok
- Hun áldozati rézüstöt találtak a Balatonlelléhez tartozó Rádpusztán 2006. május 19-én
- Attila hun király tábora Franciaországban[halott link]
- Nemeskürty István: Attila - Isten kardja (esszé a musical témájáról)
- A hunok társadalmi szerkezete
- A hun szkita ornamentika geometriai törvényei Archiválva 2007. október 27-i dátummal a Wayback Machine-ben
- Hun témájú linkek
- A hunok és a hun korszak Archiválva 2007. december 18-i dátummal a Wayback Machine-ben
- A csornai diadéma
- Hun művészet és geometria Archiválva 2007. július 17-i dátummal a Wayback Machine-ben
- Etnomatematikai honlap, ahol az eurázsiai díszítőművészetekről lehet olvasni.
- A Szent Korona és az alucsajdengi hun korona párhuzamai
- Budapesti hun fibula linkgyűjtemény
- Emma Bunker könyvének bemutatása.
- A törteli üst
- Cikádafibula Csömörről
- A Szeged-Nagyszéksóson előkerült fejedelmi kincs leletei: 1[halott link], 2[halott link], 3[halott link], 4[halott link]